# 호쿠토 미나미
호쿠토 미나미(일본어: 北都 南 ほくと みなみ[*])는 일본의 성우이다. 주로 성인게임에서 활약하고 있다. 성우 히토미와 동일 인물이다. 

## 출연작

### OVA
2000년
- SeptemCharm 매지컬 카난 (미즈키 사야카, 츠유하)

2002년
- 월양염(아리마 하기리)

2003년
- 백설조의 폐백[국내에는 일회용 노예로 소개되었음(베스트애니메 참조)](타카시로 나나코)
- 트라이앵글 하트 3 ~Sweet Song Forever~(타카마치 나노하)

### 게임
1998년
- SeptemCharm 매지컬 카난 (미즈키 사야카, 츠유하)

1999년
- 리틀My메이드 (히나)

2000년
- 트라이앵글 하트3 ~Sweet Songs Forever~ (타카마치 나노하)

2001년
- 네가 바라는 영원 (호시노 후미오)
- 노예시장 Renaissance (세실리아)
- 아르키메데스의 잊어버린 물건 (요시노 사쿠라)

2002년
- 마법전사 스위트 나이츠 ~히로인 능욕지령~ (유즈키 카나와(스위트 키스))
- D.C. 다카포 (요시노 사쿠라,사에키 카나코/밋쿤)
- 스이카 ~SUIKA~ DC판 (上代 萌)
- Princess Holiday ~転がるりんご亭 천야일야~ (레이첼 하베스트)
- 선생님 좋-아해요 (사이온지 유이)
- D.C. White Season ~다카포 화이트 시즌~ (요시노 사쿠라)
- 매즙 (코히나타 미우)
- 가족계획 ~반상~ (타카야시키 아오바)

2003년
- 마브러브 18금판 (타마세 미키)
- 마법전사 프린세스 티아 (유즈키 카나와/스위트 키스)
- 여름소녀 (아즈마 아야미)
- CANDY TOYS (레니 후지시마 골드맨)
- Orange Pocket (아야세 나즈나)
- 누나, 제대로 하자! (히이라기 카나메, 히이라기 린)
- 나뭇잎 사이로 비치는 햇살에 흔들리는 영혼의 목소리 (아야나)
- Maple Colors (아오이 미라이)
- 치한자 토마스 (안나 크리스포드)
- 달은 동쪽으로 해는 서쪽으로 ~Operation Sanctuary~ PC판 (타치바나 치히로, 시부가키 에리)

2004년
- SHUFFLE! (프리무라)
- 마법전사 스위트 나이츠2 ~멧서 반란~ (유즈키 카나와/스위트 키스)
- D.C.P.C. ~다카포~ 플러스 커뮤니케이션 (요시노 사쿠라, 사에키 카나코/밋쿤)
- 누나, 제대로 하자!2 (히이라기 카나메, 히이라기 린)
- 히나타붓코 (키사라기 스즈노)
- 전투 처녀 발키리「당신에게 모든 것을 바칩니다……」(프레이아)
- 린월 (히즈키 아유미)
- D.C. Summer Vacation ~다카포 섬머 베케이션~ (요시노 사쿠라, 사에키 카나코/밋군)
- 오거스트 팬BOX (레이첼 하베스트, 타치바나 치히로, 시부가키 에리)
- Yin-Yang! Xchange Alternative (코토사카 미우)
- 콘네코 (미나미노 나나미)
- 소대희 ~대정음외 흡혈희담~ (엘)
- Peace@Pieces (하나자와 쿄코, 하나자와 미카)

2005년
- 마계천사 지브릴 -episode2- (신노 히카리/성천사 지브릴 아리에스)
- 프린세스 윗치즈 (카스카 카린, 베르날드)
- 파스텔 차임 Continue (사이카 S. 팔네제)
- D-spray 미약으로 인기만점 과장 대리 보좌 (츠루미 사야카)
- 캐러멜BOX 야루키바코 (미즈시마 히토미)
- _summer (아마노 치와)
- SWAN SONG (노기 타에코)
- 아타다키쟝가리안R (안나 산드라 카가미)
- 츠요키스 (키리야 에리카, 히이라기 카나메)
- 검명 흩어지다 (이시마 카이겐)
- 해피니스! PC판 (미나기 스즈리)
- AYAKASHI (나츠하라 오리에)
- 마법전사 스위트 나이츠 CompleteDisc (유즈키 카나와/스위트 키스)
- 야도희참귀행 (호쿠토)
- 데보의 둥지 (실루에라 프리스너)

2006년
- 고어 스크리밍 쇼 (사이타마 야미코)
- 춘애*소녀~소녀의 정원에서 인사드립니다.~ (오오가미 치에, 키류 마이)
- 마브러브 올터네이티브 18금판 (타마세 미키)
- 이 푸른 하늘에 약속을 (후지무라 시즈)
- 욕심쟁이 선인장 (나츠메 아키나)
- D.C.II ~다카포Ⅱ~ (요시노 사쿠라)
- 양호실 ~매지컬 퓨어 레슨♪~ (류가사키 코모모)
- 진한색Chu!Lips (카스가 미사키)
- 해피니스 리럭스! (미나기 스즈리)
- ACDC RumblingAngel (요시노 사쿠라)
- 킬러 퀸 (시키죠 유우키)
- AYAKASHI H (나츠하라 오리에)
- D-spray2 미약으로 인기만점 과장 대리탕 연기 여정편 (묘진 스미카, 츠루미 사야카)
- 마법, 한 개 주세요. (타카도 나기호)
- 오타쿠☆전속력으로 (카게야마 에리)
- 이런 아가씨가 있다면 난 이제…!! (시모야나기 사키)
- Really? Really! (프리무라, 후요우 모미지)
- 포세트 - Cafe au Le Ciel Bleu - (후지무라 시즈)
- Circus Disk Christmas Days(사에키 카나코/밋군)
- 아득히 우러러본, 아름다운 (카자마츠리 미야비)

2007년
- 언젠가, 닿을, 저 하늘에. (아스쿠 산)
- 연희무쌍 ~두근☆소녀들의 삼국지 연의~ (손상향)
- 소꿉친구와 달콤하고 음란하게 지내는 방법 (미도 코토네)
- 변덕스러운 무지개빛 사랑의 날씨는 비 (호우아미 후미코, 코하루 코나츠 코유키)
- 리조트BOIN (코로모가에 마야)
- 마법전사 심포닉 나이츠 ~여신을 잇는 소녀들~ (유즈키 카나와(스위트 키스))
- D.C.II Spring Celebration ~다 카포II~ 스프링 셀레브레이션 (요시노 사쿠라, 이소와시 스즈메)
- 아메사라사 ~비와, 신비한 너에게, 사랑을 느껴~ (쿠미하마 미츠하)
- 네가 주인이고 집사가 나 (우에스기 미하토)
- 레콘키스터 (아키즈키 쿠레하, 마키노 모미지)
- HoneyComing (시모야나기 미나토)
- 사랑하는 소녀와 수호의 방패 PC판 (신죠 마리나)
- 네~PON?X라이PON! (마론)
- 러브데스2 ~Realtime Lovers~ (야나세 나나미)
- 마브러브 ALTERED FABLE (타마세 미키)
- 음욕특급 제츠린오 (노조미)
- 캐러멜BOX 야루키바코2 에피소드V:의욕 고양이의 역습 (호우아미 후미코, 松下桃子)
- MagusTale ~세계수와 사랑하는 마법사~ (밀레이느 서비스)
- 내일의 너와 만나기 위해 (린)

2008년
- D.C. ~다카포~ the Origin (요시노 사쿠라)
- 노스트라다무스에게 물어봐♪ (아키하 나미)
- 늦여름 문안 인사 올립니다. ~너와 보냈던 그날과 지금과~ (메쿠리 쇼코)
- 초앙섬인 하루카 (미나즈키)
- 츠요키스 2학기 (키리야 에리카)
- G선상의 마왕 (토키타 유키)
- D.C. After Seasons ~다카포~ 애프터 시즌즈 (요시노 사쿠라)
- 마계천사 지브릴 -episode3- (신노 히카리(성천사 지브릴 아리에스)

2009년
- DaCapo II To You(요시노 사쿠라, 이소와시 스즈메)
- 키스와 마왕과 홍차 (시도우 코즈에)
- D.C.II Fall in Love (요시노 사쿠라, 이소와시 스즈메)
- SHUFFLE! Essence+ (프리무라)